# Balsohn-Alkylierung
Die Balsohn-Alkylierung ist eine Namensreaktion der organischen Chemie, welche 1879 von M. Balsohn veröffentlicht wurde.

## Übersichtsreaktion
Bei der Balsohn-Alkylierung reagiert Benzol in Anwesenheit von Aluminiumchlorid mit Ethen zu Ethylbenzol.

## Reaktionsmechanismus
Im vorgeschlagenen Reaktionsmechanismus reagiert das Ethen zunächst mit dem Aluminiumchlorid zu einem Carbeniumion. Das Carbeniumion wird anschließend nukleophil vom aromatischen Ring des Benzols angegriffen. Nachdem ein Proton abgespalten wurde entsteht unter Rearomatisierung das gewünschte Ethylbenzol.

## Modifikation
Neben Aluminiumchlorid lassen sich auch Schwefelsäure, Phosphorsäure, Phosphorpentoxid und Bortrifluorid zur Aktivierung verwenden. Außerdem ist die Reaktion nicht auf Ethen und Benzol beschränkt, auch andere Alkene und Aromaten lassen sich in der Balson-Alkylierung umsetzen. Dabei folgt die Alkylierung der para/ortho-Regioselektivität.

## Anwendung
Die Balsohn-Alkylierungen wurde bereits für industrielle Produktionen angewandt.